# Lissonota heinrichi
Lissonota heinrichi là một loài tò vò trong họ Ichneumonidae.